# N7
N7, som går mellan Dublin och Limerick, är en av de viktigaste vägarna i Republiken Irland. Den är även tillfartsväg från Dublin för N8 till Waterford och N9 till Cork.
Vägen börjar söder om Clondalkin i Dublin, där den kallas Naas Road. N7 korsar M50 vid Red Cow Interchange. Denna delen av vägen byggdes ut från fyra till sex körfält mellan 2005 och 2006. Red Cow Interchange hette tidigare Red Cow Roundabout, men var på grund av de stora trafikproblemen känd som Mad Cow Rundabout. En ombyggnad stod klar i december 2008.
Utanför Dublin går vägen förbi Naas, Newbridge, Kildare, Monasterevin och Portlaoise. Vägen gick tidigare igenom dessa städer, men blev lagd utanför städerna då den uppgraderades till motorväg under namnet M7.
Efter Portlaoise går den förbi Roscrea och Nenagh innan den når den södra ringvägen runt Limerick. Därefter löper den vidare förbi Annacotty och kommer in i Limerick vid Castletroy. Sträckan Nenagh–Limerick är också motorväg M7.